# Riu Karun (Chhattisgarh)
Karun és un riu de l'estat de Chhattisgarh a l'Índia, que neix al sud-oest de Raipur, prop de Kanker a 21° 10′ N, 81° 25′ E / 21.167°N,81.417°E. Corre en direcció a Raipur i desaigua al riu Seo prop de Simga; és navegable amb dificultats la temporada de pluges.